# Caesarea (Israel)

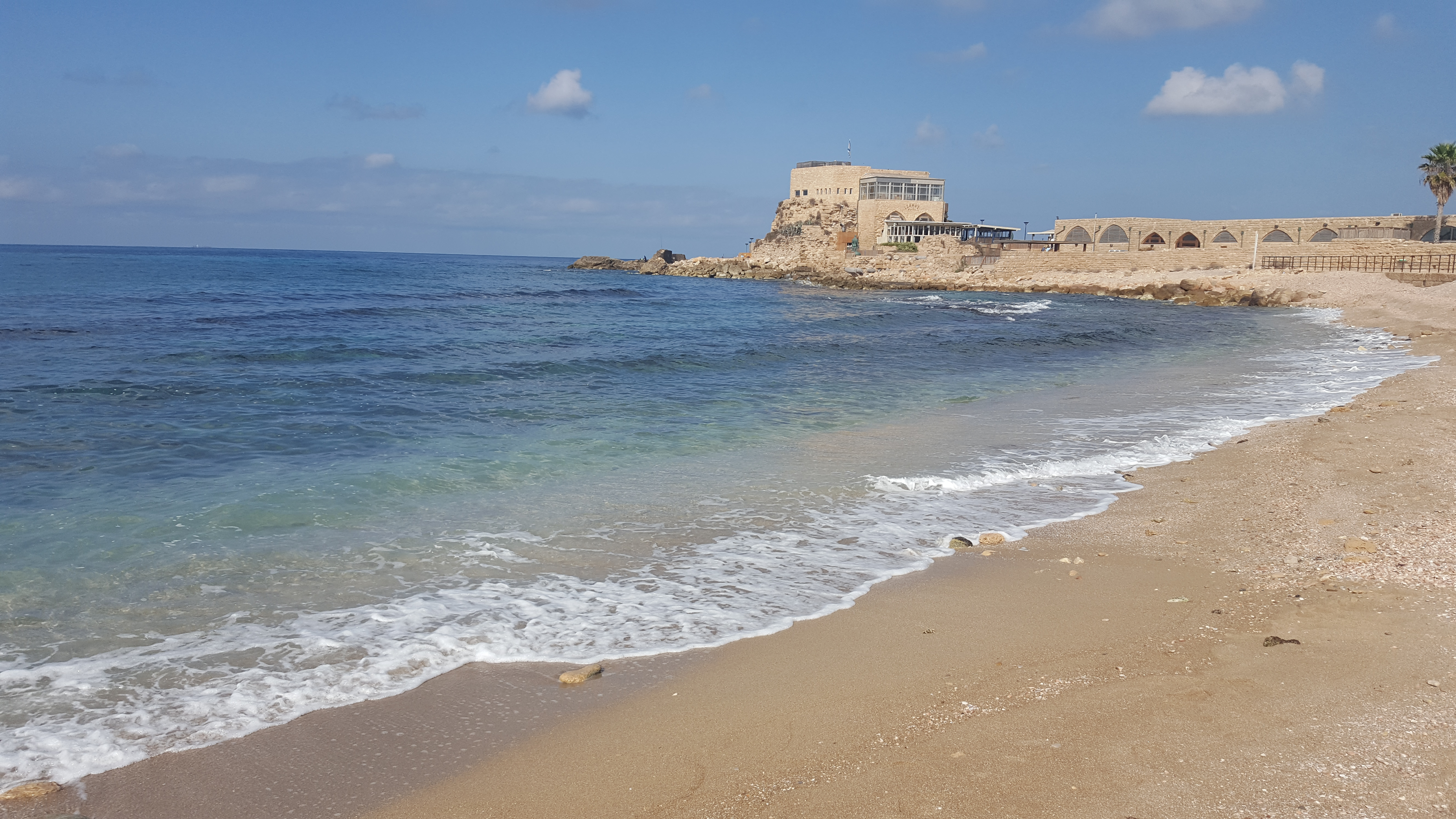
Der alte Hafen von Caesarea

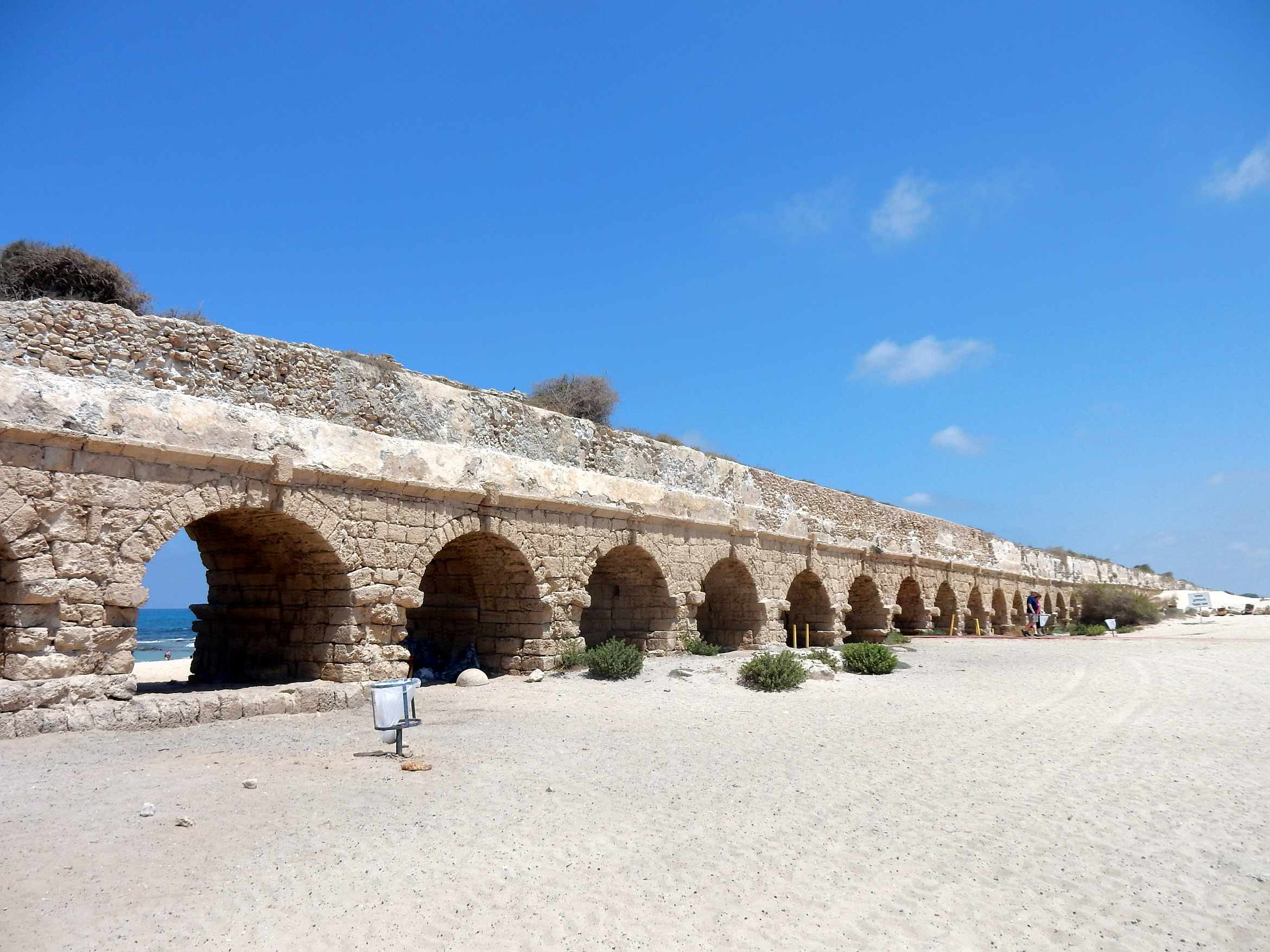
Das Aquädukt am Strand von Caesarea

Caesarea (hebräisch קֵיסָרְיָה Qeisarjah; arabisch قيسارية Qaysaria; altgriechisch Καισάρεια) ist eine Stadt in Israel. Sie liegt am Mittelmeer zentral zwischen Tel Aviv und Haifa und nördlich der antiken Stadt Caesarea Maritima.

## Geschichte

### Antike
In der persischen Epoche (586–332 v. Chr.) bauten die Phönizier an einer der Buchten mit hohem Grundwasserspiegel einen Ort, der unter dem Namen Straton in einem Papyrus des Ägypters Zenon von Kaunos aus dem Jahre 259 v. Chr. erstmals erwähnt wird. Straton wurde im Jahre 103 v. Chr. durch den hasmonäischen König Alexander Iannaeus erobert und gehörte damit zum Königreich Juda.
Herodes der Große ließ Caesarea zwischen 22 und 10 v. Chr. an der Stelle der zu einer kleinen Hafensiedlung namens Turris Stratonis (Stratons Turm) heruntergekommenen Stadt zu Ehren des römischen Kaisers Augustus anlegen, der mit vollem Namen Imperator Caesar Augustus hieß. Er stattete es mit einem Theater, einem Hippodrom, Geschäftsstraßen, großen Bädern und Palastanlagen luxuriös aus.
Nach der Eroberung durch Sultan Baibars 1275 verfiel die Stadt und der Ort blieb lange Zeit völlig verlassen.

### 20. Jahrhundert
Die erste jüdische Siedlung im Bereich Caesareas war der Kibbuz Sdot Jam, der 1940 gegründet wurde.
Nach der Gründung des Staates Israel im Jahr 1948 entstand eine moderne Stadt. Viele Bewohner des Ortes mit noblen Villenvierteln gehören der oberen Bevölkerungsschicht an; hier hatte beispielsweise der frühere israelische Staatspräsident Ezer Weizmann ein Haus. Nahe der modernen Stadt besteht ein Golfplatz, der lange Zeit der einzige Israels war. Das wiederaufgebaute antike Theater Caesareas wird heute für Musik- und Theateraufführungen vor der Kulisse des Mittelmeers genutzt.

## Demografie
Caesarea hatte 2007 etwa 4.500 Einwohner, die Einwohnerzahl stieg bis 2017 auf 5.127. Caesarea wird als einziger Ort in Israel von einer privaten Organisation, der Caesarea Development Corporation, verwaltet.

## Archäologie
Erste wissenschaftliche Untersuchungen begannen im Jahre 1873 durch den Palestine Exploration Fund. Es wurden das Theater, das Hippodrom, der Aquädukt und die Kreuzritterstadt sowie Säulen, Kapitelle und Statuen gefunden. Die Ausgrabungen wurden ab 1959 durch italienische und israelische sowie ab 1992 auch durch amerikanische Archäologen fortgesetzt.

## Persönlichkeiten
- Ezer Weizmann (1924–2005), siebter Präsident Israels
- Benjamin Netanjahu (* 1949), israelischer Ministerpräsident, wohnt in Caesarea[6]
- Keren Ann (* 1974), französische Popsängerin